# Mouruás
Mouruás es un lugar situado en la parroquia de Río, del municipio español de Río, en la provincia de Orense, Galicia.

## Historia
En este lugar, de origen celta, se halló en el año 1967 en la denominada "Pena dos Castros" una espada pistiliforme correspondiente a la Edad del Bronce. Actualmente, la espada se conserva en el Museo Arqueológico Provincial de Orense.
En su desaparecida escuela tomó posesión como maestro, tras aprobar las oposiciones en 1931, el poeta español de la generación del 36 Juan Alcaide Sánchez, que ejercería en ella durante 3 años hasta su traslado a Puerto Lápice (Ciudad Real). En el lugar escribió dos obras de teatro: “Lo que se lleva el camino” y “La luz lejana”, y siguió escribiendo versos para mitigar su pasión poética.

## Demografía
| Gráfica de evolución demográfica de Mouruás entre 2000 y 2023 |
|                                                               |
| Datos según el nomenclátor publicado por el INE.              |

## Festividades
El 25 de julio se celebra la fiesta en honor de su patrón, el apóstol Santiago, cuya imagen se venera en una iglesia de estilo barroco situada en el centro del lugar. Aunque la fiesta sigue celebrándose en la actualidad, su principal atractivo, la Batalla de Moros y Cristianos, ha desaparecido. Su escenificación se recuperó a mediados de los 80, y, tras 2 años consecutivos de celebración -1984/1985- dejó de hacerse por falta de recursos.

## Patrimonio
El lugar es conocido por su panadería, en la que se elaboran bicas (bizcochos típicos de la zona), empanadas y un exquisito pan horneado con leña en el que impera la tradición y el aroma de los hornos antiguos.[cita requerida]